# Плютей бурий
Плютей бурий (Pluteus atricapillus (Secr.) Sing.) або плютей оленячий , або підграбник— вид грибів роду плютей (Pluteus). Сучасну біномінальну назву надано у 1889 році.

## Назва
В англійській мові гриб називають «оленячий щит» (англ. deer shield), «оленячий гриб» (англ. fawn mushroom).

## Будова
Сіро-коричнева шапинка, діаметром 3-15 см, з темнішими смугами, що радіально відходять від центру. Має форму дзвоника у молодому віці, згодом відкривається, залишаючи горбик по-центру. Пластини густі, вільні, білі у молодому віці, згодом рожевіють. Споровий порошок рожевий. Ніжка 5-12 см у довжину, 0.5-2 см завширшки, біла з коричневими волокнами, товстішає при основі. М'якуш блідий, пахне злегка редькою.

## Життєвий цикл
Плодові тіла з'являються протягом всього року. У інших джерелах у травні — листопаді.

## Поширення та середовище існування
Зростає у листяних та мішаних лісах на пеньках, на мертвій деревині. Зустрічається на купах тирси.

## Практичне використання
Добрий їстівний гриб.

## Галерея

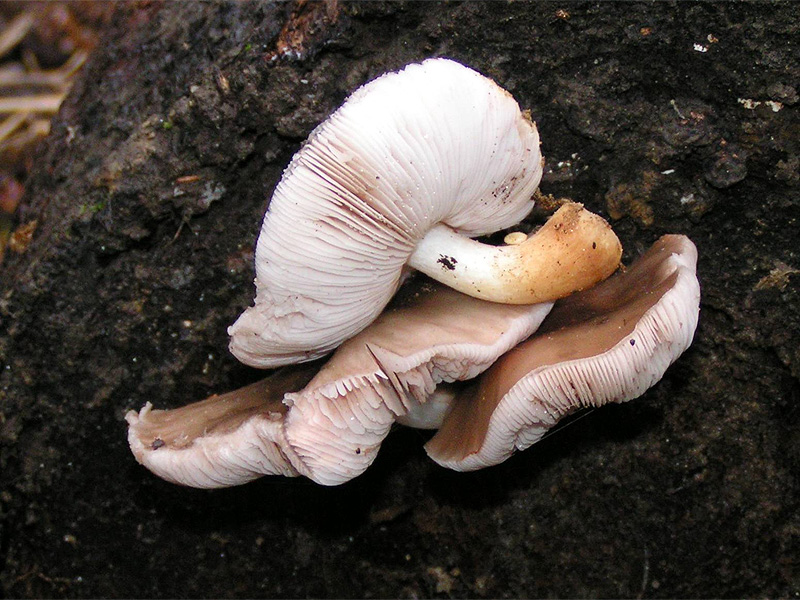
Рожевуваті пластинки
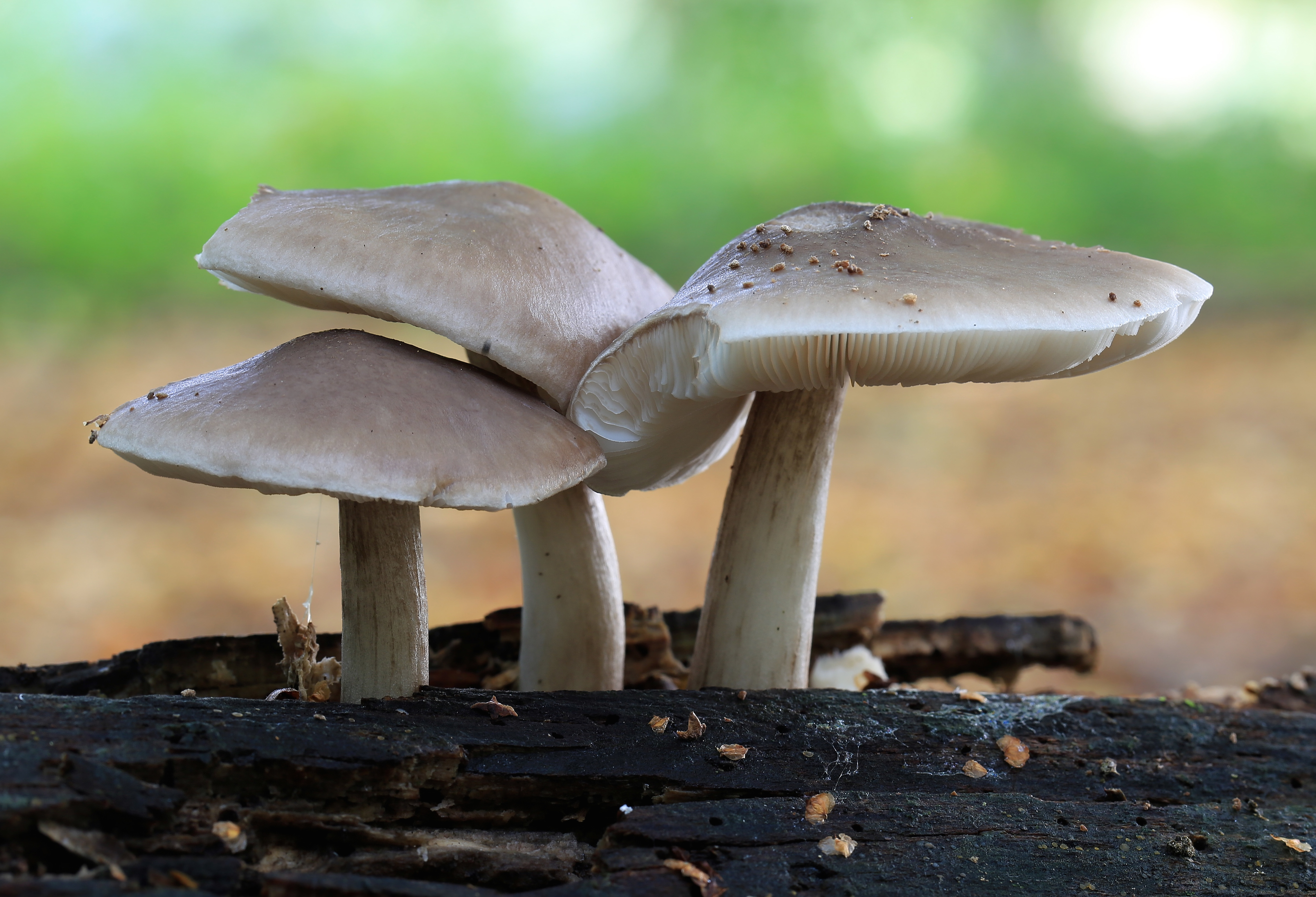
Група грибів
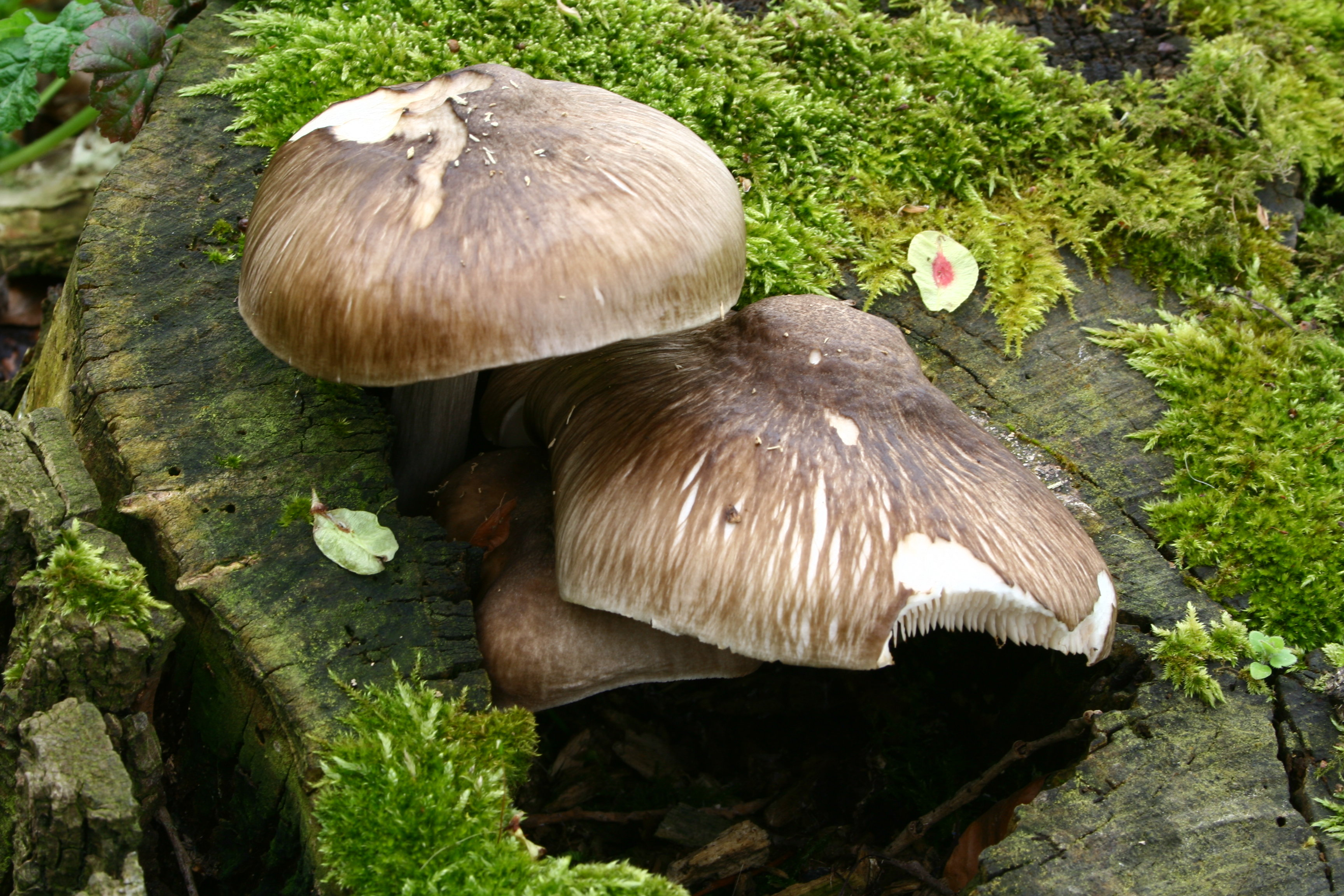
Шапинки з помітними радіальними смугами